# Le Fric
Pour les articles homonymes, voir Fric.
Pour plus de détails, voir Fiche technique et Distribution.
Le Fric est un film franco-italien de Maurice Cloche sorti en 1959.

## Synopsis
Bob recrute Jacques, un ferronnier d´art aux abois pour « récupérer » des diamants de contrebande chez de Belar. Le casse se passe mal. Pour le fric, les truands s'entretuent mais les diamants s'envoleront et Jacques reviendra à sa vie d'honnête homme.

## Fiche technique
- Titre italien : La grana
- Réalisation : Maurice Cloche
- Scénario : Maurice Cloche, sur une idée de Guy Magenta
- Dialogues : André Tabet
- Photographie : Roger Fellous
- Musique : Jacques Datin et Jean-Paul Menjon
- Montage : Fanchette Mazin
- Décors : Robert Giordani
- Son : Jean Monchablon
- Genre : Drame
- Durée : 93 min
- Pays :  France
- Date de sortie le 1er juillet 1959
- Affiche : André Bertrand (France)

## Distribution
- Jean-Claude Pascal : Jacques Moulin
- Eleonora Rossi Drago : Marina
- Ivo Garrani : de Belar
- Raymond Rouleau : Williams
- Roger Hanin : Robert « Bob » Bertin
- Pascale Roberts : Gisèle Moulin
- Henri-Jacques Huet : le flic d'Interpol
- Louis Arbessier : le juge
- Carlo Tamberlani  (VF : Jacques Berthier) : Morassi
- Georges Lycan : un prisonnier
- Tania Miller : la costumière
- René Blancard : l'huissier
- Mario Carotenuto
- Aldo Pini (VF : Andre Valmy)  : l'inspecteur
- Roger Legris : un employé du juge (non crédité)